# William George Mackey Davis

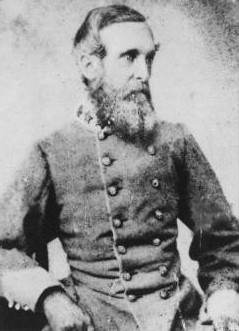
William G.M. Davis

William George Mackey Davis (* 9. Mai 1812 in Portsmouth, Virginia; † 11. März 1898 in Alexandria, Virginia) war ein Brigadegeneral des Heeres der Konföderierten Staaten von Amerika im Sezessionskrieg.

## Leben
Im Alter von 17 Jahren flüchtete Davis aus seinem Elternhaus und fuhr zur See. Später ließ er sich in Apalachicola, Florida nieder, wo er als Baumwollspekulant und Rechtsanwalt bekannt wurde. Im Jahr 1861 stiftete er 50.000 Dollar zur Aufstellung und Ausrüstung des 1st Florida Cavalry Regiments, als dessen Oberst er gewählt wurde.
Am 4. November 1862 wurde Davis zum Brigadegeneral befördert und erhielt ein Kommando im Osten Tennessees. Bereits am 6. Mai 1863 gab er sein Kommando wieder auf, um für den Rest des Krieges eine Flotte von Blockadebrechern zu betreiben.
Nach dem Krieg ließ sich Davis in Jacksonville, Florida nieder. Später wechselte er nach Washington, D.C., wo er weiter als Anwalt tätig war. William George Mackey Davis starb am 11. März 1898 in Alexandria, Virginia. sein Grab findet sich in Remington, Virginia.